# Nicanor (général de Cassandre)
Pour les articles homonymes, voir Nicanor.
Nicanor (en grec ancien Nικάνωρ / Nicanôr), né à une date inconnue, mort en 316 av. J.-C., est un général de Cassandre durant les Guerres des Diadoques.

## Histoire
À sa mort en 319 av. J.-C., Antipater confie la régence à Polyperchon, entrainant le mécontentement de son propre fils, Cassandre. Cependant, les troupes placées par Antipater dans les villes de garnison de Grèce, restent favorables à Cassandre. 
Nicanor est donc envoyé secrètement par Cassandre à la suite de la mort de Antipater prendre le commandement de la garnison macédonienne à Munychie, en Attique. Nicanor arrive à Athènes avant que la nouvelle de la mort d'Antipater n’y soit parvenue. Il peut donc prendre facilement possession de la forteresse. Il entretient des relations amicales avec le stratège Phocion, ce qui lui permet d’entamer des négociations avec les Athéniens, qui ont demandé le retrait de la garnison macédonienne de Munychie à la suite du décret de Polyperchon sur la liberté des cités grecques. Profitant des négociations, Nicanor saisit l’occasion pou prendre aussi le Pirée et occuper les deux forteresses avec une forte garnison au nom de Cassandre,. Polyperchon envoie une importante armée avec son fils Alexandros à sa tête au printemps 318. Mais peu de temps après, Cassandre arrive lui aussi avec des renforts et une flotte de trente-cinq navires au Pirée mise à disposition par Nicanor, tandis que ce dernier conserve le commandement de Munychie.
En 317, Cassandre l'envoie à la tête d'une flotte vers l'Hellespont car les navires de Polyperchon bloquent le détroit afin d'empêcher une traversée des troupes d'Antigone. S’il subit une première défaite devant Byzance face à Cleitos le Blanc, l'amiral de Polyperchon, il remporte une victoire complète grâce à l'intervention opportune d'Antigone qui se conclut par la destruction ou la capture de la quasi-totalité de la flotte de l'ennemi. À son retour à Athènes, il est reçu par Cassandre avec les plus grands honneurs et il est réintégré dans son commandement de Munychie. 
Mais ses derniers succès commencent à faire de l’ombre à Cassandre qui se décide à se débarrasser de lui. Il le fait mettre à mort, après un semblant de procès devant l'armée macédonienne en 316 , .

### Sources antiques
- Diodore de Sicile, Bibliothèque historique [détail des éditions] [lire en ligne], XIX, XX.
- Plutarque, Vies parallèles [détail des éditions] [lire en ligne], Phocion.
- Polyen, Stratagèmes IV.